# Frech-Try
Frech-Try (ou Frech-Tri) est un lieu-dit sur la route descendant de Spontin à Leffe (Dinant), dans la province de Namur, en Belgique. Le Frech-Try est le carrefour entre la route nationale 948 et la route transversale d'Awagne à Lisogne. Quelques habitations s'y sont installées. 

## Patrimoine
- L'écurie du Frech-Try, un centre d'équitation, se trouve en fait sur la rue de Purnode au nord du village d'Awagne[2].